# 安祖·威廉·獲加 (演員)
安祖·威廉·獲加（英語：Andrew William Walker，1979年6月9日—）是加拿大演員和電影製片人。他在《激光战鹰》中首次亮相，隨後在美國電視連續劇《也許是我》、《少女女巫薩布麗娜》和《性感女地产商》中出演角色。他還共同主演了《钢脚趾》，該片為他贏得了2008年ACTRA獎最佳男主角獎。隨後，他出演了《騎警》和《槍決》等電影，並在Lifetime警匪劇《突破重围》中擔任主演。

## 外部連結
- 安祖·威廉·獲加在互联网电影资料库（IMDb）上的資料（英文）
- 安祖·威廉·獲加在TV Guide
- 安祖·威廉·獲加在豆瓣上的资料（简体中文）